# Amazonke
Amazonke (grč. Αμαζόνες) je naziv u grčkoj mitologiji za legendarno pleme žena ratnika-konjanika iz najstarijih grčkih predaja predhomerovske ere. Legenda o amazonkama je nastala u vrijeme grčke kolonizacije, kada su putnici i trgovci, prodirući u zemlje Sredozemnog bazena, dolazili u dodir s narodima koji su još živjeli u periodu kasnog matrijarhata i prelaska u patrijarhat. Žene tih naroda su, pored ostalih društvenih funkcija, provodile izvjesno vrijeme kao vojnici. Stoga se na taj fenomen nailazi i kasnije. Po Herodotu, sarmatske i skitske žene išle su u rat zajedno sa svojim muževima. Diodor (Διόδωρος) i Strabon (Στράβων) spominju neka kavkaska plemena kojima su vladale žene-ratnici. Indijski vladar Chandragupta imao je, navodno, tjelesnu gardu sastavljenu od žena, a vojnici Aleksandar III. Velikog svjedoče da su Indijke preuzimale oružje svojih palih ratnika i nastavljale borbu.
U 16. stoljeću španjolski pomorac Francisco de Orellana, istražujući rijeku Amazonu, napadnut je od plemena naoružanih žena Brazilske Gvajane, pa je po njima i dao ime novo otkrivenoj rijeci. Francuski kolonizatori u 19. stoljeću sukobili su se u zapadnoj Africi s vojskom Kraljevstva Dahomej, sastavljenom od žena, spremanih od djetinjstva za vojnu službu i organiziranih u pukovnije koji su predstavljali jezgru vojske u doba najvećeg procvata države (1818. – 1858.).